# Józef Adam Plebański

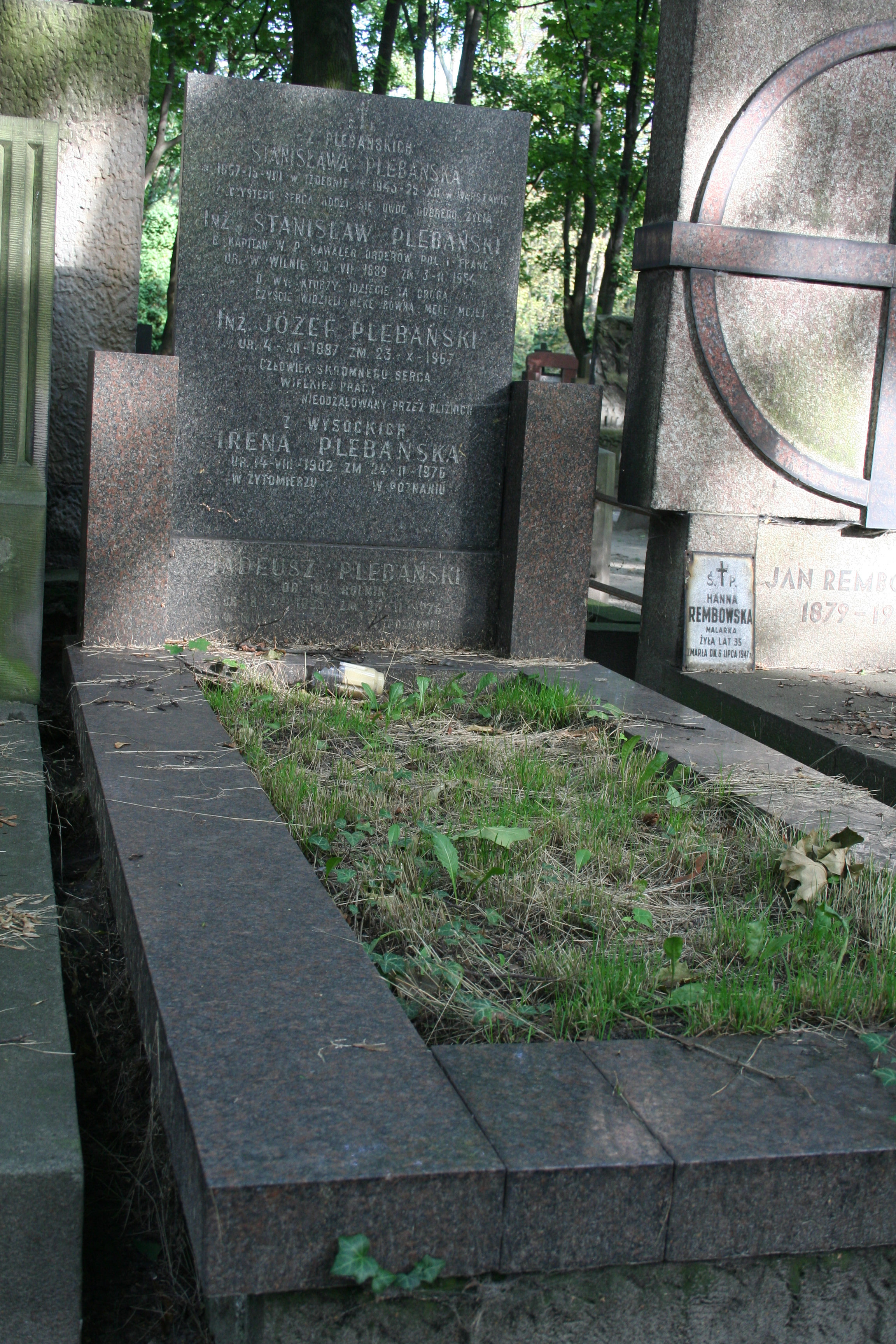
Grób Józefa Plebańskiego na warszawskich Powązkach

Józef Adam Plebański herbu Junosza (ur. 4 grudnia 1887 w Wilnie, zm. 23 października 1967 w Warszawie) – polski inżynier, jeden z pionierów polskiej radiotechniki.

## Życiorys
Był synem Franciszka Plebańskiego i Stanisławy z domu Plebańskiej.
Odebrał staranne wykształcenie – Politechnika w Charlottenburgu w Berlinie. W czasie I wojny światowej wcielony do armii rosyjskiej, był specjalistą do spraw łączności i radiotechniki. Po wojnie osiadł w Warszawie i związał resztę swojego życia z radiem.
"Radjopol", założony przez inż. Józefa Plebańskiego był przez krótki okres firmą o polskim kapitale. Wkrótce jednak związał się z francuskim koncernem Compagnie Générale de Télégraphie sans fil. W ramach koncernu firma otrzymała nazwę "Société Radiotechnique Polonaise – Radiopol".
W 1923 Radjopol i firma Farad połączyły się, tworząc Polskie Towarzystwo Radiotechniczne. Dyrektorem naczelnym PTR został Felicjan Kraśnicki, dyrektorem technicznym inż. Józef Plebański a dyrektorem administracyjno-finansowym inż. Roman Rudniewski. Większość akcji spółki akcyjnej PTR objął kapitał zagraniczny (1/3 angielski, 1/3 francuski). PTR wybudowało swoją wytwórnię już za rogatkami Warszawy, w sąsiedztwie zagonów kapusty przy ul. Narbutta 29. Warto ten adres zapamiętać, bo to stąd popłynie w eter pierwszy polski program radiowy. Polskie Towarzystwo Radjotechniczne było w tym czasie nie tylko producentem i sprzedawcą sprzętu, ale czymś w rodzaju instytutu radiotechnicznego promującego tę nową gałąź wiedzy i techniki. Posiadało bogatą bibliotekę fachową i żywe kontakty z europejską awangardą w tej dziedzinie.
Józef Adam Plebański był autorem znaczącej liczby wynalazków i właścicielem wielu patentów w dziedzinie radiotechniki. Badania z dziedziny radiolokacji wykonane dla firmy Marconi były wykorzystane w Wielkiej Brytanii w czasie II wojny światowej.
Pochowany na warszawskich Powązkach (kw. 214–IV–29).

## Wydawnictwa i publikacje (wybór)
- Z czego i jak wyrabiane są lampki katodowe, "Radjo Amator", nr. 5/1924, str. 112; nr. 6-7/1924, str. 156
- Własności fizyczne lamp, "Radjo Amator", nr. 3/1925, str. 52
- Zastosowanie lamp katodowych odbiorczych, "Radjo Amator", nr. 2/1925, str. 33
- Zastosowanie lamp katodowych, "Radjo Amator", nr. 4/1925, str. 76
- Pojemności w lampach katodowych, "Radjo Amator", nr. 9/1925, str. 206
- Wynalazki i odkrycia, nakładem Ligi Popierania Twórczości Wynalazczej, 1928
- Ekradyna, H.J. Round, tłum. J. Plebański, Wydawnictwo M. Arcta, Warszawa 1928
- Nowe problemy radjogoniometrji, "Przegląd Wojskowo-Techniczny", Warszawa październik 1930, R. IV, t. VIII, z. 4, s. 431-443
- Nowoczesne nadajniki krótkofalowe, "Radjo Amator Polski", nr. 8/1931, str. 345
- Selektoskop, przyrząd do określania właściwości odbiorników, Radjo Amator Polski, nr. 10/1931, str. 432
- Wzmacniacz telewizyjny Marconi'ego, "Radjo-Amator", nr 8/1933, str. 101
- Instalacja mikrofalowa w Watykanie, "Radjo-Amator", nr 8/1933, str. 140